# شانتل باري
شانتل باري (بالإنجليزية: Chantelle Barry)‏ هي كاتبة غنائية ومغنية وممثلة أسترالية، ولدت في 7 ديسمبر 1973 في برث في أستراليا.

## أعمال

### مسلسلات
- كيف قابلت أمكما

## وصلات خارجية
- شانتل باري على موقع IMDb (الإنجليزية)
- شانتل باري على موقع ميوزك برينز (الإنجليزية)
- شانتل باري على موقع قاعدة بيانات الفيلم (الإنجليزية)